# Fluaj

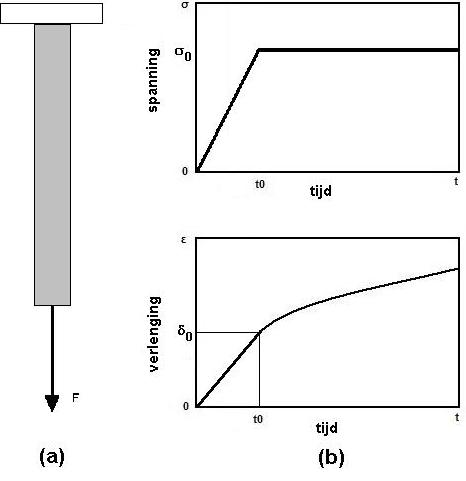
Ilustrație reprezentativă a fluajului

Fluajul este variația lentă, pe durate mari, a eforturilor unitare la întindere și a deformațiilor materialelor supuse unor solicitări continue. Este o creștere dependentă de timp a deformației rezultate din aplicarea în mod continuu a forței de întindere. Testele de fluaj se realizează la solicitări și temperaturi constante. Conform STAS 1965-50, prin fluaj se înțelege proprietatea materialelor de a se deforma sub acțiunea unei sarcini constante; această proprietate este variabilă cu temperatura. Pentru piesele din oțel și fontă, fenomenul   de fluaj este important la temperaturi ridicate (peste 300oC). Cu cât temperatura este mai mare, cu atât procesul de fluaj se desfășoară mai intens. Fluajul este în general mai intens când materialele sunt mai aproape de punctul de topire. Odată cu creșterea tensiunii și a temperaturii , viteza de deformare crește, iar durata corespunzătoare fluajului stabilizat se micșorează.
Fenomenul de fluaj se poate identifica la metalele solicitate la o sarcină constantă, la o temperatura înaltă. Aceste metale vor căpăta deformații de lungime din ce în ce mai mari odată cu creșterea timpului.

## Factorii care influențează comportarea la fluaj
Rezistența la fluaj a unui metal pur este puternic influențată de adaosurile de elemente străine, chiar în cazul unor cantități foarte mici. Prezența adaosurilor de Mo, V, W, Ti, Nb, Cr, Ni precum și altele (Mn, Si, Cu, Al, B, Ce) ameluiorează rezistența la fluaj a oțelurilor. Acțiunea acestor adaosuri de aliere se manifestă prin ridicarea temperaturii  de recristalizare, formarea unor carburi stabile, a compușilor intermetalici sau a unui aranjament atomic precedând formarea fazelor intermetalice, precum și prin formarea unor structuri favorabile, în urma unor tratamente termice adecvate. 